# Gemeindelieder

Gemeindelieder (1978)

Gemeindelieder ist der Titel eines Gesangbuches, dessen Erstauflage 1978 erschien und das bis 2003 das offizielle Gesangbuch des Bundes Evangelisch-Freikirchlicher Gemeinden (Baptisten- und Brüdergemeinden) und des Bundes Freier evangelischer Gemeinden war. Es wurde auch in den Evangelisch-Freikirchlichen und Freien evangelischen Gemeinden der Deutschen Demokratischen Republik genutzt. Gleichfalls fand es bei österreichischen und schweizerischen Baptisten Verwendung. In den Freien evangelischen Gemeinden lösten die Gemeindelieder den Gemeindepsalter, in den Evangelisch-Freikirchlichen Gemeinden die Glaubensstimme ab. Eine Reihe örtlicher Gemeinden der beiden freikirchlichen Bünde, die sich aus unterschiedlichen Gründen nicht oder noch nicht zum Kauf des 2003 erschienenen neuen Gesangbuches Feiern & Loben entschließen konnten, verwenden die Gemeindelieder bis heute in ihren Gottesdiensten.
Das Gesangbuch Gemeindelieder darf nicht verwechselt werden mit dem 1942 erschienenen Gesangbuch gleichen Namens.

## Umfang
Das Gesangbuch enthält 500 Lieder, 29 Wechsellesungen aus den Psalmen sowie das Vater Unser und das Apostolische Glaubensbekenntnis. Im Anhang des Gesangbuches befindet sich ein ausführliches alphabetisches Register der Komponisten und Dichter mit kurzen biographischen Anmerkungen und den entsprechenden Liedverweisen, ein nicht vollständiges Verzeichnis der in den Liedern behandelten Bibelstellen, ein Verzeichnis von Alternativmelodien bestimmter Lieder sowie eine Liste der 500 Gemeindelieder in alphabetischer Ordnung.
Die Ausgabe des Gesangbuches für die DDR erfolgte 1980 und hatte grundsätzlich denselben Umfang. Jedoch kam es zu einigen Besonderheiten: Bei einigen Liedern waren Teile nicht für den Druck genehmigt worden. Es handelte sich hierbei um folgende Lieder:
- Wie oft will das Lob versiegen von Otmar Schulz (Nr. 74): Die zweite Strophe wurde nicht aufgenommen. Sie lautete: „Hör das Klagen unsrer Brüder, die verfolgt sind und gefangen. Gib du ihnen Freiheit wieder, nimm du ihnen Furcht und Bangen.“
- Herr, deine Liebe ist wie Gras und Ufer (Nr. 332): Die dritte Strophe wurde nicht abgedruckt. Ihr Text hieß: „Und dennoch sind da Mauern zwischen Menschen / und nur durch Gitter sehen wir uns an …“
- Gleichwie mich mein Vater gesandt hat von Paul Ernst Ruppel (Nr. 414): Der Text ist eine Kombination aus zwei Bibelstellen (Joh 20,21 LUT und Lk 4,18 LUT). Das Lied wurde nicht genehmigt, obwohl es im Gesangbuch der Evangelisch-methodistischen Kirche vorhanden war. Als Ersatz wurde Wir sollen deine Zeugen sein, Herr, öffne unsern Mund! verwendet.
- Gib uns Frieden jeden Tag (Nr. 435): In einem Fall von „vorauseilendem Gehorsam“[3] wurde aus „Gib uns Freiheit jeden Tag“ „Gib uns Glauben jeden Tag“.

Zudem wurde das Verfasserverzeichnis gegenüber der Westausgabe vollständig neu gesetzt, um die Lebensdaten der Verfasser und Komponisten von zu viel Hinweisen auf den Westen zu entlasten.

## Liedgut
Das Gesangbuch Gemeindelieder bietet zu etwa 30 % Lieder aus dem 20. Jahrhundert, 22 % entstammen der Erweckungsbewegung, 23 % aus der Zeit des
Pietismus und 25 % kommen aus den klassischen Epochen evangelischer Choräle von Martin Luther bis Paul Gerhardt. Dabei ist Martin Luther im Liederbuch mit insgesamt 15 von ihm verfassten und/oder komponierten Liedern vertreten. Von Paul Gerhardt werden 25 und von Gerhard Tersteegen 12 Lieder geboten.

## Gliederung des Gesangbuchs
Die vierstimmig gesetzten Gemeindelieder bestehen – abgesehen von den bereits erwähnten Wechsellesungen und Gebeten – aus vier Hauptteilen.
Der erste Teil ist dem Gottesdienst gewidmet und orientiert sich an dessen liturgischen Elementen: Anbetung (25), Dank (30), Bitte und Gebet (20), Wort Gottes (21), Gemeinde und Gemeinschaft (18), Taufe (8), Abendmahl (17) sowie Lobpreis und Segen (16).
Ein zweiter Abschnitt führt durch das Kirchenjahr: Advent (20), Weihnachten (23), Jahreswende (6), Passion (19), Ostern (18), Himmelfahrt (6), Pfingsten (18) und Wiederkunft (7).
Der dritte Abschnitt trägt die Überschrift: Ruf zum Glauben. Er hat folgende Gliederung: Einladung (15), Buße und Glauben (20) und Bekenntnis (34).
Im vierten und umfangreichsten Abschnitt geht es um den Themenkreis Leben im Glauben: Nachfolge (19), Vertrauen (33), Sendung und Dienst (26), Lebensweg (23), Tod und Ewigkeit (18), Morgen (12), Mittag (10), Abend (13) und Jahreszeit (10). Im zuletzt genannten Abschnitt finden sich Lieder zum Erntedankfest.